# Guimarei

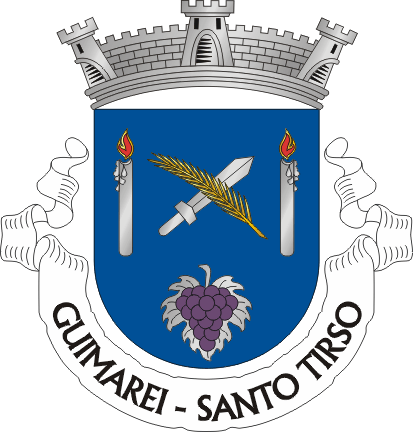

Guimarei é uma povoação portuguesa do Município de Santo Tirso que foi sede da extinta Freguesia de Guimarei, freguesia que tinha 6,43 km² de área e 738 habitantes (2011), e, por isso, uma densidade populacional de 114,8 hab./km².
A Freguesia de Guimarei foi extinta em 2013, no âmbito de uma reforma administrativa nacional, tendo sido agregada à Freguesia de Lamelas, para formar uma nova freguesia denominada União das Freguesias de Lamelas e Guimarei.

## População
| População da freguesia de Guimarei | População da freguesia de Guimarei | População da freguesia de Guimarei | População da freguesia de Guimarei | População da freguesia de Guimarei | População da freguesia de Guimarei | População da freguesia de Guimarei | População da freguesia de Guimarei | População da freguesia de Guimarei | População da freguesia de Guimarei | População da freguesia de Guimarei | População da freguesia de Guimarei | População da freguesia de Guimarei | População da freguesia de Guimarei | População da freguesia de Guimarei |
| ---------------------------------- | ---------------------------------- | ---------------------------------- | ---------------------------------- | ---------------------------------- | ---------------------------------- | ---------------------------------- | ---------------------------------- | ---------------------------------- | ---------------------------------- | ---------------------------------- | ---------------------------------- | ---------------------------------- | ---------------------------------- | ---------------------------------- |
| 1864                               | 1878                               | 1890                               | 1900                               | 1911                               | 1920                               | 1930                               | 1940                               | 1950                               | 1960                               | 1970                               | 1981                               | 1991                               | 2001                               | 2011                               |
| 426                                | 420                                | 454                                | 435                                | 487                                | 497                                | 552                                | 567                                | 638                                | 754                                | 686                                | 749                                | 706                                | 736                                | 738                                |

| Distribuição da População por Grupos Etários | Distribuição da População por Grupos Etários | Distribuição da População por Grupos Etários | Distribuição da População por Grupos Etários | Distribuição da População por Grupos Etários | Distribuição da População por Grupos Etários | Distribuição da População por Grupos Etários | Distribuição da População por Grupos Etários | Distribuição da População por Grupos Etários | Distribuição da População por Grupos Etários |
| -------------------------------------------- | -------------------------------------------- | -------------------------------------------- | -------------------------------------------- | -------------------------------------------- | -------------------------------------------- | -------------------------------------------- | -------------------------------------------- | -------------------------------------------- | -------------------------------------------- |
| Ano                                          | 0-14 Anos                                    | 15-24 Anos                                   | 25-64 Anos                                   | > 65 Anos                                    |                                              | 0-14 Anos                                    | 15-24 Anos                                   | 25-64 Anos                                   | > 65 Anos                                    |
| 2001                                         | 114                                          | 107                                          | 390                                          | 125                                          |                                              | 15,5%                                        | 14,5%                                        | 53,0%                                        | 17,0%                                        |
| 2011                                         | 94                                           | 82                                           | 437                                          | 125                                          |                                              | 12,7%                                        | 11,1%                                        | 59,2%                                        | 16,9%                                        |

Média do País no censo de 2001:  0/14 Anos-16,0%; 15/24 Anos-14,3%; 25/64 Anos-53,4%; 65 e mais Anos-16,4%
Média do País no censo de 2011:   0/14 Anos-14,9%; 15/24 Anos-10,9%; 25/64 Anos-55,2%; 65 e mais Anos-19,0%
- A sua principal actividade é a agricultura.